# عثمان بن الأسود
عثمان بن الأسود بن موسى بن باذان المكي, الجمحي. مولى بني جمح ، من رواة الحديث وهو ثقة ثبت من متقنى أهل مكة ، مات سنة خمسين ومائة.

## روايته للحديث النبوي
- حدث عن : طاوس ، ومجاهد ، وعطاء ، وسعيد بن جبير ، وجماعة .
- وعنه : الثوري وابن المبارك ويحيى القطان ، وأبو عاصم ، والخريبي ، وعبيد الله بن موسى وآخرون[3]

## الأقوال فيه
الجرح والتعديل
- قال أبو حاتم الرازي : لا بأس به، ثقة.
- قال أحمد بن حنبل: ثقة.
- قال أحمد بن صالح الجيلي : ثقة.
- قال ابن حجر العسقلاني : ثقة ثبت.
- قال محمد بن سعد كاتب الواقدي : ثقة.
- قال محمد بن عبد الله بن نمير : ثقة.
- قال يحيى بن سعيد القطان : ثقة ثبت.
- قال يحيى بن معين : ثقة.